# Punaise potagère
Eurydema oleracea
Espèce
La punaise potagère ou punaise verte du chou (Eurydema oleracea) est une espèce d'insectes hétéroptères de la famille des Pentatomidae. Elle se nourrit de la sève des végétaux et s'attaque souvent aux légumes (essentiellement les choux). Adulte, elle mesure entre 5 et 7 millimètres, la tête est noire, le corps est vert sombre brillant, la tête et le pronotum sont bordés de jaune, parfois de rouge, et marqués, sur le dessus, de taches jaunâtres ou rougeâtres.

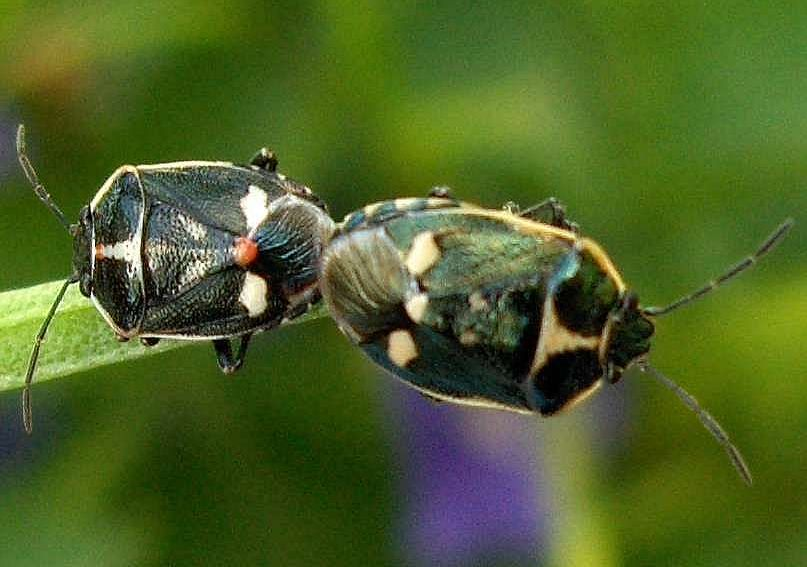
Eurydema oleracea : accouplement